# 瀧澤尚也
瀧澤 尚也（たきざわ なおや、1994年4月14日 - ）は、群馬県富岡市出身のハンドボール選手。日本ハンドボールリーグの大同特殊鋼所属。

## 経歴
富岡市立南中学校時代は2009年の第18回JOCジュニアオリンピックカップで優秀選手に選ばれた。
中学卒業後は群馬県立富岡高等学校へ進学し、2010年は日本代表U-16に選出された。
高校卒業後は明治大学へ進学。2013年8月に第5回男子ユース世界選手権の日本代表U-19に選ばれた。
2014年は第14回男子ジュニアアジア選手権の日本代表U-21に選出。
2017年2月に日本ハンドボールリーグの大同特殊鋼へ加入。
2018年7月に第24回世界学生選手権の日本代表U-24に選出された。

## 詳細情報

### 年度別成績
| 年       | チーム     | 試合 | フィールド 得点 | 率    | 7m  | 合計 | 警告 | 退場 | 失格 |
| -------- | ---------- | ---- | --------------- | ----- | --- | ---- | ---- | ---- | ---- |
| 2016-17  | 大同特殊鋼 | 0    | -               | -     | -   | -    | -    | -    | -    |
| 2017-18  | 大同特殊鋼 | 20   | 1/1             | 1.000 | 0/0 | 1/1  | 0    | 0    | 0    |
| 2018-19  | 大同特殊鋼 | 14   | 0/1             | .000  | 0/0 | 0/1  | 0    | 0    | 0    |
| JHL：3年 | JHL：3年   | 34   | 1/2             | .500  | 0/0 | 1/2  | 0    | 0    | 0    |

### JHLプレーオフ
| 年      | チーム     | 試合                       | フィールド 得点 | 率    | 7m  | 合計 | 警告 | 退場 | 失格 |
| ------- | ---------- | -------------------------- | --------------- | ----- | --- | ---- | ---- | ---- | ---- |
| 2016-17 | 大同特殊鋼 | 湧永製薬戦 (準決勝)        | -               | -     | -   | -    | -    | -    | -    |
| 2016-17 | 大同特殊鋼 | 大崎電気戦 (決勝)          | -               | -     | -   | -    | -    | -    | -    |
| 2017-18 | 大同特殊鋼 | 豊田合成戦 (1stステージ)   | 1/1             | 1.000 | 0/0 | 1/1  | 0    | 0    | 0    |
| 2017-18 | 大同特殊鋼 | トヨタ車体戦 (2ndステージ) | 0/0             | -     | 0/0 | 0/0  | 0    | 0    | 0    |
| 2018-19 | 大同特殊鋼 | トヨタ車体戦 (1stステージ) | -               | -     | -   | -    | -    | -    | -    |

### 記録

#### 日本ハンドボールリーグ
- フィールドゴール初得点：2017年9月9日、対トヨタ紡織九州戦（山鹿市総合体育館）[7]

### 背番号
- 23 (2017年 - 2018年)
- 17 (2018年 - )

## 代表歴

### 日本代表U-24
- 世界学生選手権 (2018年)

### 日本代表U-21
- ジュニアアジア選手権 (2014年)

### 日本代表U-19
- ユース世界選手権 (2013年)

### 日本代表U-16
- 日韓スポーツ交流 (2010年)